# Markpapegoja
Markpapegoja (Pezoporus wallicus) är en fågel i familjen östpapegojor inom ordningen papegojfåglar.

## Utbredning och systematik
Markpapegoja delas in i tre underarter med följande utbredning:
- P. w. flaviventris – sydvästligaste Australien, i kustnära sydvästra Western Australia
- P. w. wallicus – fläckvist utmed kusten i östra och sydöstra Australien, från sydöstra Queensland till sydvästra Victoria
- P. w. leachii – Tasmanien

Tidigare ansågs markpapegojan utgöra två olika arter, flaviventris som "västlig markpapegoja" och övriga två som "östlig markpapegoja". Till grund för detta utgjorde en DNA-studie vars resultat pekade på att de utgör två distinkta skilda linjer som skildes åt för två miljoner år sedan. Sedan 2023 kategoriserar dock International Ornithological Congress den återigen som en och samma art och denna linje följs här.
Förhållandena kring artens vetenskapliga namn är komplicerade. Arten beskrevs 1769 som Psittacus formosus av Scopoli men redan 1790 hade Latham beskrivit ett taxon med det namnet. Exemplaret som Latham använde var dock skadat och bestod endast av vingar och stjärt. Eftersom det exemplaret är försvunnet så finns det ingen typart för taxonet och det har inte gått att avgöra vilken art Latham beskrev. Den äldsta kända taxonomiska beskrivningen som man känner till är därför Robert Kerrs från 1792 då han gav arten namnet Psittacus wallicus. Idag placeras arten tillsammans med nattpapegoja i släktet Pezoporus.

## Ekologi

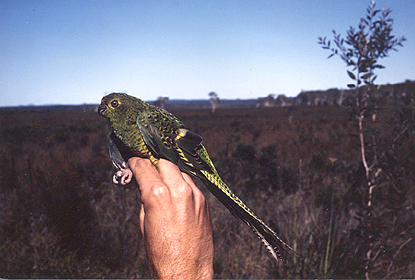
Nominatformen wallicus.

När markpapegojan störs flyger den snabbt precis över marken för att sedan landa i vegetationen igen. Oftast observeras de bara på sitt karaktäritiska läte som yttras i gryning och skymning, och som består av en sekvens med klara visslande toner som höjs mot slutet innan den tonar bort. I övrigt är den tyst.

## Status och hot
IUCN kategoriserar arten som livskraftig. De olika populationerna har dock olika hotstatus. Fastlandspopulationen i östra Australien bedöms vara sårbar på grund av att dess utbredningsområde är fragmentariserat och man uppskattar att den populationen består av 4000 häckande fåglar medan populationen på Tasmanien bedöms inte vara hotad. Populationen i västra Australien uppvisar flertalet kriterier för att kategoriseras som akut hotad (CR). Den har minskat drastiskt under åren 1990 till 2009 från ungefär 400 till 110 individer. Största hoten utgörs av introducerade predatorer som räv  tamkatt, men även bränder.